# Exploration du système uranien

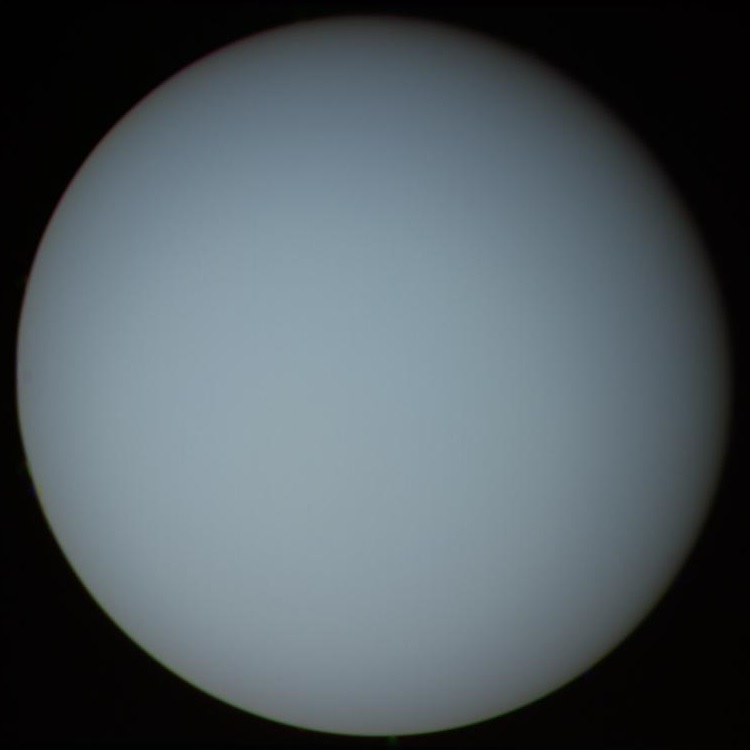
Uranus, vue de 18 millions de kilomètres (0.12 ua).

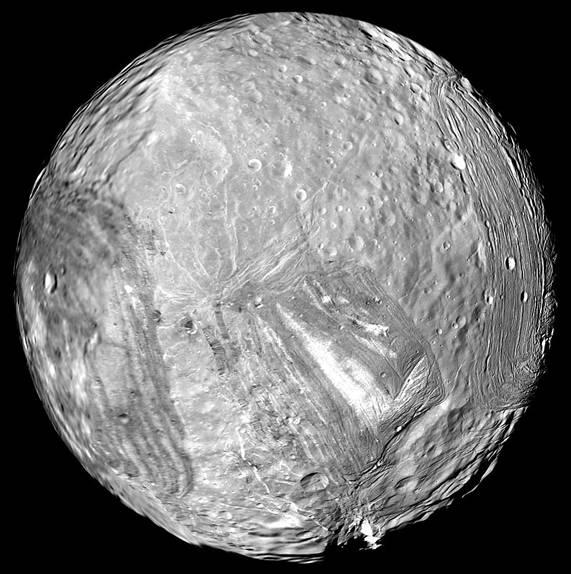
La lune Miranda photographiée par Voyager 2 le 24 janvier 1986.

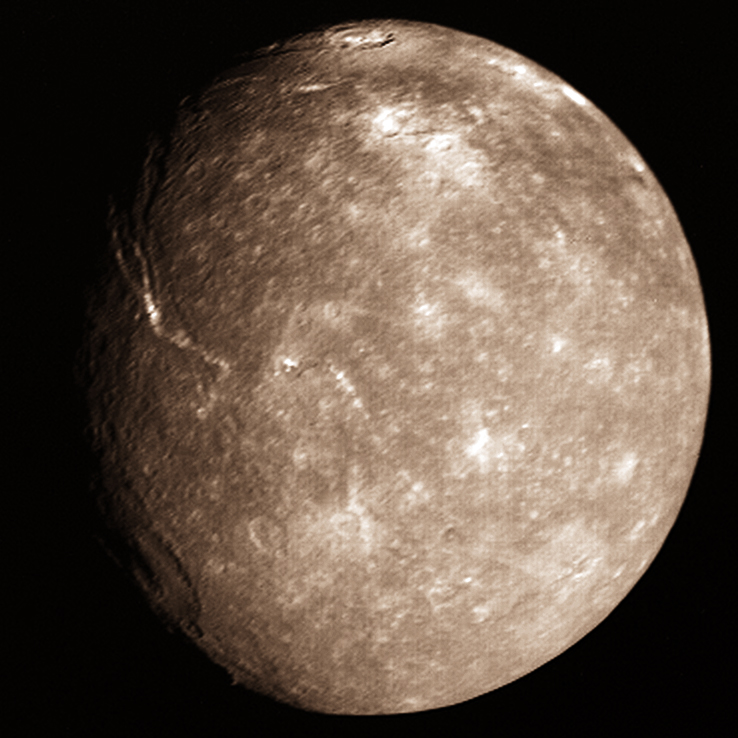
La lune Titania.

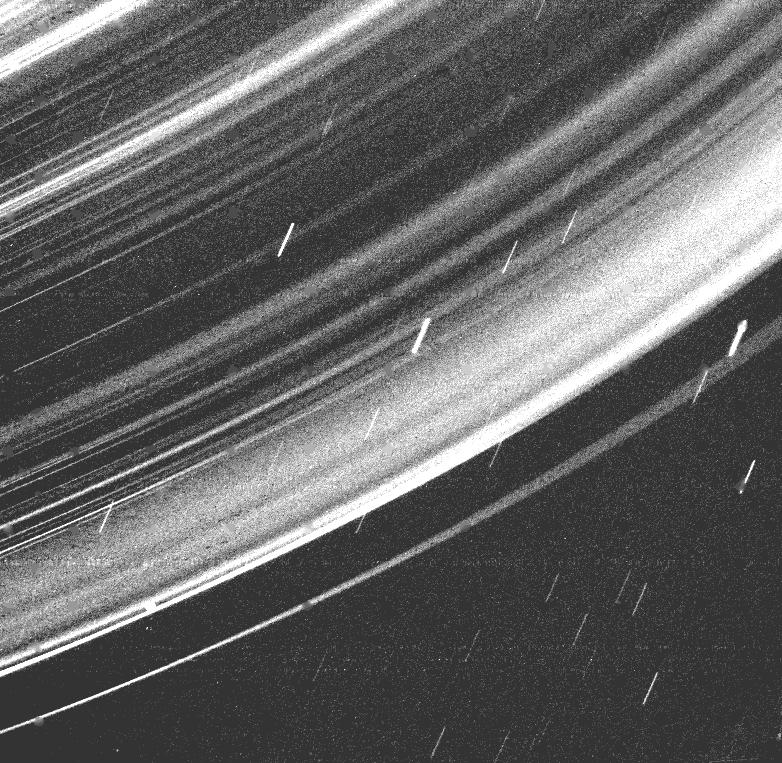
Les anneaux d'Uranus.

L'exploration d'Uranus n'a été réalisée que par la sonde spatiale Voyager 2.
Voyager 2 a survolé cette planète géante gazeuse, caractérisée par un axe de rotation presque parallèle à son plan orbital le 24 janvier 1986. Elle a découvert au total dix nouveaux satellites naturels d'Uranus et étudié son atmosphère. Elle a effectué des observations détaillées de son système d'anneaux.
L'envoi d'une nouvelle mission d'exploration vers cette planète, d'un coût très élevé compte tenu de son éloignement, n'est pas envisagé avant la fin de la décennie 2020.

## Une planète mal connue et d'accès difficile
Uranus est la septième et avant-dernière planète du système solaire par distance croissante au Soleil. Uranus tourne autour du Soleil à une distance comprise entre 18 et 20 Unités Astronomiques (1 U.A. = distance entre la Terre et le Soleil) soit 3 milliards de kilomètres. Elle parcourt une orbite entière en 84 ans.
Une seule mission a réussi jusque là à s'approcher d'Uranus. Mais Voyager 2 n'a effectué qu'un survol très rapide de la planète et de ses satellites (une mise en orbite aurait nécessité d'emporter une masse importante d'ergols) qui ne lui a permis de collecter qu'un nombre limité d'informations. Uranus comme sa voisine Neptune n'ont, depuis, plus jamais été visitées et elles sont désormais les planètes les moins connues du système solaire.
On sait peu de choses de la structure interne d'Uranus, très différente de celle de Jupiter et de Saturne (Ces deux géantes sont composées à 90 % d'hydrogène alors que Neptune n'en contient pas plus de 20 %), de l'histoire de sa formation et de ses satellites. Uranus soulève plusieurs interrogations scientifiques majeures notamment l'absence de source de chaleur interne et l'orientation anormale de son axe de rotation pratiquement parallèle au plan de l'écliptique. La planète Uranus se distingue par le fait que son axe de rotation est incliné de côté. Cette position inhabituelle est censée résulter d'une collision avec un corps de la taille d'une planète au début de la formation du système solaire. Une de ses conséquences est l'exposition des régions polaires à la lumière ou à l'obscurité pendant de longues périodes (42 années terrestres pour chacune).
Pour obtenir plus d'informations sur les caractéristiques d'Uranus il faudrait envoyer une sonde spatiale capable de se placer en orbite autour de la planète comme l'a fait Cassini-Huygens autour de Saturne. Mais cela nécessiterait de lancer un engin spatial beaucoup plus massif que Voyager qui a pourtant eu recours à l'époque à un lanceur lourd Titan IIIE et bénéficié d'un alignement de planètes exceptionnel qui lui a permis d'utiliser à la fois Jupiter et Saturne pour accroitre sa vitesse grâce à une manœuvre d'assistance gravitationnelle. Malgré sa masse réduite Voyager 2 a mis 9 ans pour atteindre Neptune. En utilisant une trajectoire optimale, l'orbite de transfert de Hohmann, telle que celle mise en œuvre par les sondes spatiales envoyées vers Mars et Vénus, il faudrait plus de 20 ans pour qu'un engin spatial atteigne Uranus. Si on tente d'accroitre la vitesse de transit entre la Terre et Uranus il faut que la sonde spatiale emporte d'autant plus d'ergols pour annuler ce surcroit de vitesse une fois arrivée à destination.

## Le survol de Voyager 2 (1986)
Au cours de son premier grand vol interplanétaire (après que Voyager 1 a terminé l'exploration des planètes extérieures par une visite de Saturne et de son satellite Titan), Voyager 2 s'est rapproché d'Uranus au mieux à 81 500 km du sommet des nuages de la planète, le 24 janvier 1986.

### Champ magnétique
Voyager 2 a trouvé qu'une des influences les plus frappantes de la position couchée de l'axe de rotation de la planète est son effet sur la queue du champ magnétique, qui est lui-même incliné de 60° sur l'axe de rotation de la planète. La queue de la magnétosphère se trouve tordue par la rotation de la planète, en un immense tire-bouchon derrière la planète. Voyager 2 a permis de déterminer la durée du jour d'Uranus (période de rotation de la planète sur elle-même) qui est égale à 17 h 24. Jusqu'à l'arrivée de Voyager 2, on ne connaissait pas l'existence du champ magnétique d'Uranus. Il est comparable en intensité à celui de la Terre, mais varie plus fortement d'un point à l'autre de la surface, compte tenu du plus grand rayon d'Uranus. L'orientation particulière du champ suggère qu'il est engendré à une profondeur intermédiaire, là où la pression est suffisamment élevée pour que l'eau devienne conductrice de l'électricité.

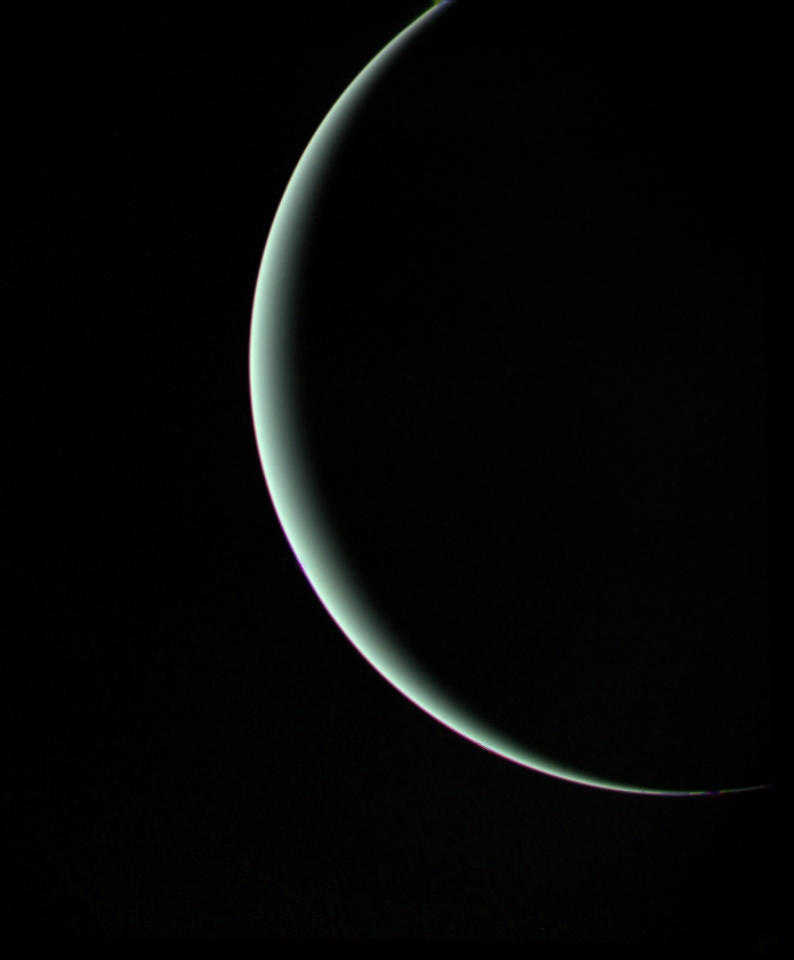
Une image d'Uranus, prise par Voyager 2 après son passage auprès d'Uranus, en route pour Neptune.

Les ceintures de radiation d'Uranus ont des intensités comparables à celles de Saturne. L'intensité est telle que l'irradiation décomposerait rapidement (100 000 ans) le méthane qui pourrait se trouver piégé dans les surfaces de glace des satellites intérieurs, ou des particules des anneaux, en le transformant en un goudron noirâtre. Ceci peut avoir contribué à assombrir les surfaces sombres des lunes et des particules des anneaux, qui sont presque uniformément grises.

### Rayonnement et température
Un niveau élevé de brume a été détecté autour du pôle magnétique éclairé, qui s'est avéré rayonner de grandes quantités de lumière ultraviolette, phénomène surnommé « fluorescence ». La température moyenne est d'environ 60 K (−210 °C). De façon surprenante, les pôles éclairés et obscurs, et la plupart de la planète, montrent la même température au niveau du sommet des nuages.

### Satellites naturels d'Uranus
Voyager 2 a trouvé dix nouvelles lunes, ce qui montait le total à quinze à l'époque. La plupart des lunes nouvelles sont petites, la plus grande mesurant environ 150 km de diamètre.
Miranda, la plus interne des cinq grandes lunes, se montra comme l'un des corps les plus étranges du système solaire. Les images détaillées de son survol par Voyager 2 ont montré d'immenses canyons de failles pouvant aller jusqu'à 20 km de profondeur, des couches en terrasses, et un mélange de surfaces nouvelles et anciennes. Une théorie veut que Miranda peut être une ré-agrégation de matériaux d'une époque ancienne où la lune a été brisée par un violent impact.

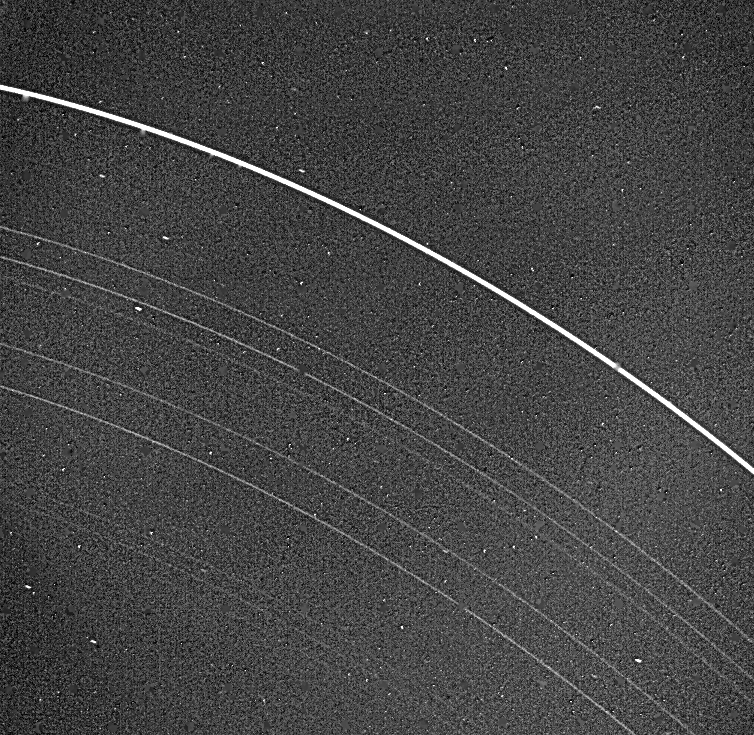
Vue par Voyager 2 des anneaux sombres d'Uranus.

Les cinq grandes lunes apparaissent comme des conglomérats de glace et de roche, comme les satellites de Saturne. Titania est marquée par de grands systèmes de failles et de canyons, indiquant un degré d'activité géologique, probablement tectonique, au cours de son histoire. Ariel a la surface la plus claire, et peut-être la plus jeune de toutes les lunes d'Uranus, et semble aussi avoir subi une activité géologique conduisant à beaucoup de vallées de failles, et à ce qui semble des grandes coulées de matériaux glacés. Il n'y a eu que peu d'activité géologique sur Umbriel et Oberon, à en juger par leurs surfaces vieilles et sombres.

### Anneaux
Cinq anneaux étaient connus précédemment par des occultations d'étoiles, et Voyager 2 en a découvert six nouveaux. Tous ont été étudiés avec la sonde, et ont montré des différences profondes avec ceux de Jupiter et de Saturne. Ce système d'anneaux peut être relativement jeune, et ne s'est pas formé en même temps qu'Uranus. Les particules qui les composent peuvent être des restes d'une lune brisée par un impact à haute vitesse, ou par des effets gravitationnels.

## Missions étudiées
À la suite du survol par Voyager 2 plusieurs missions vers Uranus ont été étudiées mais aucune n'a jusqu'à présent débouché sur une réalisation. Depuis 2003 la NASA a étudié plusieurs projets de mission tentant de contourner les contraintes dues à la distance en combinant l'assistance gravitationnelle des autres planètes (notamment celle de Jupiter) avec le recours à des systèmes de propulsion non conventionnels (propulsion électrique) et l'aérocapture qui permet de se placer en orbite en utilisant l'atmosphère de la planète pour se freiner.

### New Horizons 2 (2002)
Peu avant le lancement de la mission américaine New Horizons vers la planète naine Pluton, les ingénieurs de la NASA et les scientifiques étudient la réalisation d'une mission similaire, à bas coût, New Horizons 2 qui comme sa jumelle effectuerait un survol d'Uranus puis de plusieurs objets de la ceinture de Kuiper. Un lancement en 2008 suivi de l'assistance gravitationnelle de Jupiter en 2009 aurait permis d'effectuer un survol d'Uranus en octobre 2015. Le survol devait se faire à une période de l'année d'Uranus propice selon des observations précédentes à l'apparition de phénomènes météorologiques complexes au niveau de la ceinture équatoriale. À cette époque un survol permettrait également d'observer l'hémisphère des lunes qui n'avait pu être photographiées par Voyager 2. La sonde spatiale devait être ensuite redirigée vers l'objet de la ceinture de Kuiper (47171) Lempo comprenant un corps d'environ 400 kilomètres de diamètre entouré de deux lunes. D'autres objets de la ceinture de Kuiper devaient être survolés par la suite,.

### Uranus Pathfinder(2010)
Uranus Pathfinder est un projet de mission européenne soumis en réponse à l'appel à propositions lancé en 2010 par l'Agence spatiale européenne pour sa troisième mission scientifique à cout moyen (470 millions €) M3. La sonde spatiale devait être lancée en 2021 par une fusée Soyouz tirée depuis Kourou. Utilisant une propulsion classique (moteurs-fusées à ergols liquides) mais dotés de générateurs thermoélectriques à radioisotope utilisant de l'américium 241, la sonde spatiale basée sur Mars Express et Rosetta devait atteindre Uranus en 2037 après avoir survolé à deux reprises la Terre, une fois Vénus et une fois Saturne pour accroitre sa vitesse grâce à des manœuvres d'assistance gravitationnelle,.

### Uranus Orbiter and Probe (version de 2011)
En 2011 est publié le rapport américain Planetary Science Decadal Survey qui fait un état des lieux de la recherche dans le domaine des sciences planétaires et définit les axes de recherche prioritaires pour la décennie 2013-2022. L'exploration d'Uranus est une des trois missions de type Flagship (plus de 2 milliards $) recommandée par le rapport. À la suite de ce rapport une mission baptisée Uranus Orbiter and Probe est étudiée. Pour contourner l'obstacle du cout qui avait jusque là toujours fait échoué les projets le budget est comparable à celui d'une mission de type New Horizons (1,5 - 2 milliards $). Il s'agit d'un engin spatial classique qui doit se placer en orbite autour d'Uranus après avoir largué une sonde atmosphérique de 127 kg similaire à celles utilisées pour étudier l'atmosphère de Vénus dans les années 1970 (mission Pioneer Venus). La sonde atmosphérique pénètre dans l'atmosphère d'Uranus à une vitesse de 22,35 km/s et sa mission dure environ deux heures. La sonde spatiale lancée en 2020 par une fusée Atlas V 531 aurait survolé la Terre en 2024 et atteint Uranus en 2033, sans avoir pu bénéficier de l'assistance gravitationnelle de Jupiter. La sonde spatiale dispose de trois moteurs ioniques NEXT. L'énergie électrique est fournie par trois générateurs thermoélectriques à radioisotope de type Sterling (ASRG). Durant la phase scientifique la sonde spatiale effectue au moins dix survols des cinq principaux satellites d'Uranus : Miranda, Ariel, Umbriel, Oberon et Titania. Le projet n'est pas retenu : les missions Flagship Europa Clipper et Mars 2020/Perseverance sont sélectionnés au cours de cette décennie.

### Uranus Orbiter and Probe (version de 2021)
Le rapport décennal pour la période 2013-2022 publié en 2022 donne cette fois la priorité sur tous les autres projets à une mission de type Flagship reprenant le concept d'Uranus Orbiter and Probe. Évaluée à environ 2,6 milliards $ (lanceur et opérations en vol compris) la mission a pour objectif l'étude de la planète géante Uranus, de son atmosphère, de ses anneaux et de ses lunes. Si elle est retenue ce sera la première mission vers une planète de type géante de glaces susceptible de fournir de nombreux éléments sur la formation du système solaire. Les données recueillies devraient permettre de faire progresser de manière notable la majorité des questions clés dans le domaine de la planétologie.
La sonde spatiale de plus de 7 tonnes utilise une propulsion chimique (4,5 tonnes d'ergols) et est alimentée en énergie par trois générateurs thermoélectriques à radioisotope. Pour mener ses investigations scientifiques elle emporte de nombreux instruments (86 kg) dont certains sont installés à bord d'une sonde atmosphérique qui sera larguée dans l'atmosphère d'Uranus pour déterminer sa structure et sa composition. UOP après s'être placée en orbite autour d'Uranus fin 2044 (dans l'hypothèse d'un lancement en 2031) doit survoler à plusieurs reprises les principaux satellites de la planète au cours d'une mission d'étude qui doit durer plus de 4 ans. Si ce lancement en 2031 n'a pas lieu, une autre fenêtre de tir en 2037 pourrait permettre de raccourcir le temps de voyage à 12 ans.